# 邦热苏斯达佩尼亚
邦热苏斯达佩尼亚是巴西米纳斯吉拉斯州的一个市镇。总面积209.069平方公里，总人口3787人，人口密度18.1人/平方公里。